# Фастоу, Эндрю
Эндрю Стюарт «Энди» Фастоу (англ. Andrew Stuart «Andy» Fastow, родился 22 декабря 1961, Вашингтон) — осуждённый преступник и бывший финансовый директор Enron, был уволен незадолго до того, как компания объявила о банкротстве.
Фастоу был одной из ключевых фигур в сложной сети забалансовых компаний специального назначения, контролировавшихся Enron, которые использовались для сокрытия огромных убытков в отчётности компании. Комиссия по ценным бумагам и биржам США начала расследование его действий и поведения компании в 2001 году. Фастоу был приговорён к шести годам лишения свободы и в конечном итоге отбыл пять лет заключения. Его жена Леа Вейнгартен работала в Enron на должности помощника казначея; она признала себя виновной в сговоре и подаче мошеннических налоговых деклараций, и также была приговорена к тюремному заключению.

## Ранняя жизнь и образование
Фастоу родился в Вашингтоне, округ Колумбия. Он вырос в Нью-Провиденс, штат Нью-Джерси, в семье евреев среднего достатка. Его родители Карл и Джоан Фастоу работали в сфере розничной торговли. Фастоу окончил среднюю школу Нью-Провиденс, где принимал участие в студенческом самоуправлении, играл в теннисной команде и в школьном оркестре. Он был единственным представителем студентов в Управлении образования штата Нью-Джерси.
Фастоу окончил Университет Тафтса в 1983 году со степенью бакалавра экономики и китайского языка. Там он познакомился со своей будущей женой, Леей Вайнгартен, на которой он женился в 1984 году. Фастоу и Вейнгартен оба получили степень МВА в Северо-западном университете и работали в банке Continental Illinois в Чикаго.

## Ранняя карьера
Работая в Continental, Фастоу занимался ценными бумагами, обеспеченными активами. Они позволяли не признавать первоначальные активы на балансе банка, одновременно генерируя доход. В 1984 году Continental стал крупнейшим банком в американской истории, потерпевшим крах, до банкротства Washington Mutual в 2008 году.
Из-за своей работы в Continental, Фастоу был нанят в 1990 году Джеффри Скиллингом в Enron Finance Corp. Фастоу стал финансовым директором Enron в 1998 году.

## Взлёт в Enron
Отмена регулирования на энергетических рынках США в конце 1990-х предоставила Enron новые возможности, включая покупку энергии у дешёвых производителей и продажу её на рынках с плавающими ценами. Скиллинг, вместе с основателем Enron Кеннетом Лэем, постоянно интересовался различными способами, с помощью которых он мог бы поддерживать рост стоимости акций компании, несмотря на истинное финансовое состояние компании.
Фастоу спроектировал сложную сеть компаний, которые вели дела исключительно с Enron, с двойной целью — собирать деньги для компании, а также скрывать её огромные убытки в своих отчётах. Это фактически позволяло говорить, что у Enron нет долгов, в то время как на самом деле компания была должна более 22 миллиардов долларов. Фастоу имел личную долю в этих компаниях либо напрямую, либо через партнёров. Фастоу оказывал давление на некоторые из крупнейших инвестиционных банков США, такие как Merrill Lynch, Citibank и другие, с тем, чтобы они проинвестировали в его компании, угрожая лишить их будущего бизнеса с Enron, если они этого не сделают.

## Падение
В августе 2001 года Скиллинг, который был назначен генеральным директором компании в феврале того же года, внезапно ушёл в отставку, ссылаясь на личные обстоятельства. Когда репортёры The Wall Street Journal обнаружили, что «представитель высшего руководства» Enron недавно продал свою долю в нескольких компаниях, которые вели дела с Enron, они сначала подумали, что этим человеком был Скиллинг. Однако представитель Enron Марк Палмер сообщил, что им на самом деле был Фастоу.
После того, как один из бывших руководителей Enron передал The Journal копию документов одной из компаний Фастоу — LJM — названной в честь жены и двух сыновей Фастоу, репортёры засыпали Enron вопросами об этих компаниях. После терактов 11 сентября критика приутихла, но через две недели вновь усилилась с вопросами о том, сколько Фастоу заработал на LJM. Кульминацией этого стал выход серии статей, в которых подробно излагались «досадные моменты конфликта интересов», а также огромные доходы, которые Фастоу получил от этих компаний.
23 октября во время телефонной конференции с двумя директорами, делегированными советом директоров, Фастоу сообщил, что он заработал в общей сложности 45 миллионов долларов от своей работы с LJM: сумма была невероятной, поскольку он утверждал, что тратил на эту работу не более трёх часов в неделю. 24 октября несколько банков заявили Enron, что не будут выдавать кредиты компании, пока Фастоу остаётся финансовым директором. Совокупный груз этих разоблачений побудил совет директоров принять рекомендацию Лэя об увольнении Фастоу с должности финансового директора 24 октября, заменив его Джеффом МакМахоном, главой промышленных рынков и бывшим казначеем. Фастоу был официально отправлен в отпуск, хотя впоследствии совет директоров пришёл к выводу, что у них есть достаточные основания уволить его.
Позже выяснилось, что Фастоу был настолько сосредоточен на SPV, что пренебрегал азами управления корпоративных финансов. Фастоу не внедрил процедуры отслеживания уровня денежных средств или сроков погашения долга компании. В результате МакМахон и специальная группа, сформированная после увольнения Фастоу, обнаружили, что у Enron почти не было ликвидности.
Подход Фастоу к сокрытию убытков был настолько эффективным, что за год до фактического объявления о банкротстве Enron акции достигли рекордно высокого уровня в 90 долларов. Как выяснилось, компания уже была так близка к финансовому краху, что была почти вынуждена искать слияния с конкурирующей Dynegy. К тому времени финансовая картина Enron ухудшалась настолько быстро, что перспектива слияния Dynegy была единственным, что поддерживало компанию на плаву. Dynegy разорвала соглашение о слиянии 28 ноября отчасти из-за проблем с ликвидностью, выявленных после увольнения Фастоу, а через три дня Enron объявила о банкротстве. К тому времени акции Enron упали до 40 центов, но ещё до этого многим сотрудникам было сказано инвестировать свои пенсионные сбережения в акции Enron.

## Расследование
31 октября 2002 г. федеральное большое жюри в Хьюстоне, штат Техас, предъявило обвинения Фастоу по 78 пунктам, включая мошенничество, отмывание денег и сговор. 14 января 2004 года он признал себя виновным по двум пунктам обвинения в мошенничестве с переводом денежных средств и мошенничестве с ценными бумагами и согласился отбыть десятилетний тюремный срок. Он также согласился стать информатором и сотрудничать с федеральными властями в судебном преследовании других бывших руководителей Enron, чтобы добиться смягчения приговора.
Прокуроры были настолько впечатлены его активностью, что в конечном итоге сократили срок для Фастоу. 26 сентября 2006 года он был приговорён к конфискации активов на сумму 23,8 миллиона долларов, шести годам заключения и двум последующим годам условно. Наказание отбывал в федеральном исправительном учреждении около Поллока, штат Луизиана. 18 мая 2011 года Фастоу был переведён в специальный приют для подготовки к обратной интеграции в общество.
6 мая 2004 г. его жена Леа Фастоу, бывший помощник казначея Enron, признала себя виновной в нарушении налогового законодательства и была приговорена к одному году заключения в федеральной тюрьме в Хьюстоне и дополнительному году под надзором. 8 июля 2005 г. её перевели в специальный приют для интеграции в общество.
Вскоре после освобождения 16 декабря 2011 года он начал работать клерком по анализу документов в юридической фирме в Хьюстоне.